# 평행 운송

평행 운송을 통해, 서로 다른 점에서의 올 사이의 동형을 정의할 수 있다.

미분기하학에서, 평행 운송(平行運送, 영어: parallel transport)은 올다발 속의 에레스만 접속을 사용하여 정의되는, 곡선의 양 끝점의 올 사이의 함수이다.

## 정의
다음이 주어졌다고 하자.
- 매끄러운 다양체 {\displaystyle M}
- 실수 폐구간 {\displaystyle [a,b]\subsetneq \mathbb {R} }
- 조각마다 매끄러운 연속 곡선 {\displaystyle \gamma \colon [a,b]\to M}
- 매끄러운 올다발 {\displaystyle E\twoheadrightarrow M}
- {\displaystyle E}의 에레스만 접속 (수평 다발) {\displaystyle H\subseteq \mathrm {T} E}

그렇다면, {\displaystyle \gamma }의 {\displaystyle E}로의 올림은 다음 그림이 가환하게 되는 곡선
{\displaystyle {\tilde {\gamma }}\colon I\to E}
이다.
{\displaystyle {\begin{matrix}&&I\\&{\scriptstyle {\tilde {\gamma }}}\swarrow &\downarrow \scriptstyle \gamma \\E&{\xrightarrow[{\pi }]{}}&M\end{matrix}}}
{\displaystyle E} 위에 에레스만 접속 {\displaystyle H}가 주어졌다고 하자.  만약 {\displaystyle {\tilde {\gamma }}}가 다음 조건을 만족시킨다면, {\displaystyle H}에 대하여 수평 올림(水平-, 영어: horizontal lift)이라고 한다.
{\displaystyle {\frac {\mathrm {d} {\tilde {\gamma }}}{\mathrm {d} t}}\in H_{{\tilde {\gamma }}(t)}\qquad \forall t\in I}
즉, 올림의 접벡터가 항상 수평이어야 한다 (수평 다발 {\displaystyle H}에 속해야 한다).
주어진 에레스만 접속 {\displaystyle H} 및 초기 조건 {\displaystyle {\tilde {\gamma }}(a)\in E_{\gamma (a)}}에 대하여, 모든 곡선은 {\displaystyle t_{0}}의 근방에서 유일한 수평 올림을 갖는다. (그러나 일반적으로 곡선의 대역적 수평 올림은 존재하지 않을 수 있다.) 즉, 이는 함수
{\displaystyle P(\gamma )\colon E_{\gamma (a)}\to E_{\gamma (b)}}
를 정의한다. 이를 {\displaystyle {\tilde {\gamma }}(a)}의, {\displaystyle \gamma }를 따른 평행 운송(平行運送, 영어: parallel transport)이라고 한다.

## 예

### 벡터 다발
{\displaystyle E}가 매끄러운 벡터 다발이며, 에레스만 접속이 {\displaystyle E}의 코쥘 접속 {\displaystyle \nabla }로 주어진다고 하자. 이 경우, 평행 운송
{\displaystyle P(\gamma )\colon E_{\gamma (a)}\to E_{\gamma (b)}}
는 두 실수 벡터 공간 사이의 실수 선형 변환을 이룬다.
특히, 만약 {\displaystyle \gamma }가 폐곡선이라면, 이는 일반 선형군의 원소를 이룬다.
{\displaystyle P(\gamma )\in \operatorname {GL} (E_{\gamma (a)})}
이러한 폐곡선 평행 운송들이 구성하는 군을 홀로노미라고 한다.

### 주다발
리 군 {\displaystyle G}에 대하여 {\displaystyle E}가 {\displaystyle G}-매끄러운 주다발이며, 에레스만 접속이 {\displaystyle E}의 주접속이라고 하자. 이 경우, 마찬가지로 평행 운송
{\displaystyle P(\gamma )\colon E_{\gamma (a)}\to E_{\gamma (b)}}
을 정의할 수 있다. 만약 {\displaystyle \gamma }가 폐곡선이라면,
{\displaystyle P(\gamma )\colon E_{\gamma (a)}\to E_{\gamma (a)}}
는 어떤 군 원소 {\displaystyle g\in G}의 오른쪽 군 작용에 의하여 주어진다.
{\displaystyle P(\gamma )=(\cdot g)}
즉, 이 경우 평행 운송은 {\displaystyle G}의 원소로 주어진다.

## 같이 보기
- 아핀 접속
- 기하학적 위상
- 리 미분